# ヘルマン・ファン・ペルス
ヘルマン・ファン・ペルス（オランダ語: Hermann van Pels、1898年3月31日‐1944年）は、『アンネの日記』を書いた少女アンネ・フランクとともに隠れ家に同居していたユダヤ人男性。アンネの恋人ペーター・ファン・ペルスの父親。『アンネの日記』上では「ハンス・ファン・ダーン」という名前になっている。ホロコースト犠牲者である。

## 略歴
ドイツ帝国プロイセン王国ゲールデにオランダ国籍ユダヤ人の両親の息子として生まれた。六人兄弟の一人であった。
学業を終えた後、オスナブリュックでのソーセージ製造に使われる香辛料の家業を継いだ。1925年12月5日にユダヤ系ドイツ人のアウグステ・レットゲンと結婚した。結婚後にはオスナブリュックに住居を構えた。1926年11月8日に一人息子ペーターを儲けている。
1933年、ユダヤ人迫害政策を掲げるアドルフ・ヒトラー率いる国家社会主義ドイツ労働者党（ナチス党）がドイツの政権を掌握。ドイツで反ユダヤ主義が強まり、ユダヤ商店ボイコットにあってヘルマンの香辛料の家業も売却を余儀なくされた。1937年6月にファン・ペルス一家は故国ドイツを離れ、オランダのアムステルダムへ移住した。
同じくドイツから逃れてきていたオットー・フランクのソーセージ香辛料の会社『ペクタコン商会』で相談役として勤めるようになった。ヘルマンは『ペクタコン商会』内で重要な位置にある人物であった。販売代理人から注文を受け、ヴィクトール・クーフレルとともに香辛料の組み合わせレシピを考えるのが仕事だった。ヘルマンの考案したレシピに従って社内の作業場で香辛料が混合され、各地の食肉商へ送られていくのである。
女性社員ミープ・ヒースはヘルマン・ファン・ペルスについて「スパイスのことで彼が知らないことは何もなかった。一嗅ぎしただけでスパイスの名前を言い当てることもできた。それでいて、いつみても煙草を口から離したことはない。背が高く、大柄で、おしゃれで、歩く時はやや猫背になった。男っぽく無骨な顔立ち、髪はまだ40代だというのにほとんど禿げあがっていた。どんな時でもちょっとしたネタを見つけては冗談を言った。如才のない人柄でオペクタやペクタコンの日常業務に苦もなくなじんだ。朝はまず強いコーヒーと煙草一本をやらないと始まらない。フランク氏と彼が額を寄せ合って話している時はきまって有用なアイディアが生まれてくる」と書いている。
1939年からはオットー・フランク家の住居のすぐ近くのザイデル・アムステルラーン34番地のアパートで暮らすようになり、フランク一家とは家族ぐるみの付き合いとなった。また同時期にオスナブリュックから逃れてきたユダヤ人60人ほどとともに『オスナブリュックの夜』という親睦会も開いていた。　
ファン・ペルス一家もアムステルダムでひとまずの平和を取り戻そうとしていた。しかし長くは続かなかった。1940年5月、ヒトラー率いるドイツ軍がオランダを侵略し、全土を占領した。ヒトラーが国家弁務官に任じたアルトゥル・ザイス＝インクヴァルト親衛隊中将が新たなオランダの統治者となり、彼はオランダでもユダヤ人迫害政策を開始させたのであった。危険を感じて、1942年7月23日にオットー・フランクのフランク一家とともにアムステルダム市プリンセン運河通り263番地のオットーの会社の隠れ家に隠れることとなった。隠れ家入りに先立ち、顔なじみの精肉店をミープに紹介しており、隠れ家生活での肉類の調達はここが供給源となった。その後、2年余にわたりフランク一家や遅れて隠れ家に合流したフリッツ・プフェファーらとともに隠れ家生活を送る。アンネ・フランクの日記からは気分や機嫌の良し悪しが煙草の有無次第になることや、フランク一家やプフェファーといろいろ摩擦も多かったこと等が窺われるが、ヘルマンの冗談好きな陽気な性格は隠れ家のメンバーをなごませてもいたようである。また隠れ家生活でもソーセージ作りの腕を振るっていたようでもあった。
1944年8月4日、密告を受けて出動した保安警察のカール・ヨーゼフ・ジルバーバウアーSS曹長率いる警察部隊により隠れ家メンバーは全員逮捕された。ヴェステルボルク通過収容所を経て、9月5日から6日にかけてアウシュヴィッツ＝ビルケナウ強制収容所に到着し選別を受けて、その時は労働可能と認定されたが、後にガス室に送られ死亡。